# Botswana i olympiska sommarspelen 2016
Botswana deltog med tolv deltagare vid de olympiska sommarspelen 2016 i Rio de Janeiro. Ingen av landets deltagare erövrade någon medalj.

## Friidrott
Förkortningar
- Notera– Placeringar avser endast det specifika heatet.
- Q = Tog sig vidare till nästa omgång
- q = Tog sig vidare till nästa omgång som den snabbaste förloraren eller, i fältgrenarna, genom placering utan att nå kvalgränsen
- NR = Nationellt rekord
- N/A = Omgången fanns inte i grenen
- Bye = Idrottaren behövde inte tävla i omgången

Herrar
| Idrottare                                                                                   | Gren                          | Heat       | Heat      | Semifinal        | Semifinal        | Final            | Final            |
| Idrottare                                                                                   | Gren                          | Resultat   | Placering | Resultat         | Placering        | Resultat         | Placering        |
| ------------------------------------------------------------------------------------------- | ----------------------------- | ---------- | --------- | ---------------- | ---------------- | ---------------- | ---------------- |
| Isaac Makwala                                                                               | Herrarnas 400 meter           | 45,91      | 3 Q       | 46,60            | 8                | Gick inte vidare | Gick inte vidare |
| Karabo Sibanda                                                                              | Herrarnas 400 meter           | 45,56      | 3 Q       | 44,47            | 3 q              | 44,25            | 5                |
| Baboloki Thebe                                                                              | Herrarnas 400 meter           | 45,41      | 3 Q       | DNS              | DNS              | Gick inte vidare | Gick inte vidare |
| Nijel Amos                                                                                  | Herrarnas 800 meter           | 1:50,46    | 7         | Gick inte vidare | Gick inte vidare | Gick inte vidare | Gick inte vidare |
| Boitumelo Masilo                                                                            | Herrarnas 800 meter           | 1:48,48    | 6         | Gick inte vidare | Gick inte vidare | Gick inte vidare | Gick inte vidare |
| Nijel Amos Isaac Makwala Leaname Maotoanong Onkabetse Nkobolo Karabo Sibanda Baboloki Thebe | Herrarnas 4x400 meter stafett | 2:59,35 NR | 3 Q       | i.u.             | i.u.             | 2:59,06 NR       | 5                |

Damer
| Idrottare             | Gren               | Heat     | Heat      | Semifinal        | Semifinal        | Final            | Final            |
| Idrottare             | Gren               | Resultat | Placering | Resultat         | Placering        | Resultat         | Placering        |
| --------------------- | ------------------ | -------- | --------- | ---------------- | ---------------- | ---------------- | ---------------- |
| Christine Botlogetswe | Damernas 400 meter | 52,37    | 4         | Gick inte vidare | Gick inte vidare | Gick inte vidare | Gick inte vidare |
| Lydia Jele            | Damernas 400 meter | 52,24    | 4         | Gick inte vidare | Gick inte vidare | Gick inte vidare | Gick inte vidare |

## Judo
| Idrottare    | Gren                           | Omgång 1             | Omgång 2                 | Omgång 3             | Kvartsfinaler        | Semifinaler          | Återkval             | Final / BM           | Final / BM       |
| Idrottare    | Gren                           | Motståndare Resultat | Motståndare Resultat     | Motståndare Resultat | Motståndare Resultat | Motståndare Resultat | Motståndare Resultat | Motståndare Resultat | Placering        |
| ------------ | ------------------------------ | -------------------- | ------------------------ | -------------------- | -------------------- | -------------------- | -------------------- | -------------------- | ---------------- |
| Gavin Mogopa | Herrarnas extra lättvikt −60kg | Bye                  | Petříkov (CZE) L 000–110 | Gick inte vidare     | Gick inte vidare     | Gick inte vidare     | Gick inte vidare     | Gick inte vidare     | Gick inte vidare |

## Simning
| Idrottare           | Gren                    | Heat  | Heat      | Semifinal        | Semifinal        | Final            | Final            |
| Idrottare           | Gren                    | Tid   | Placering | Tid              | Placering        | Tid              | Placering        |
| ------------------- | ----------------------- | ----- | --------- | ---------------- | ---------------- | ---------------- | ---------------- |
| David van der Colff | Herrarnas 100 m ryggsim | 57,77 | 35        | Gick inte vidare | Gick inte vidare | Gick inte vidare | Gick inte vidare |
| Naomi Ruele         | Damernas 50 m frisim    | 26,23 | 47        | Gick inte vidare | Gick inte vidare | Gick inte vidare | Gick inte vidare |